# Wanda Sułek
Wanda Sułek z domu Frąckiewicz (ur. 15 września 1921 w Osinach, zm. w 2000) – polska rolniczka, posłanka na Sejm PRL III kadencji (1961–1965).

## Życiorys
Uzyskała wykształcenie podstawowe, w 1945 wraz z mężem wyjechała na Pomorze. Była rolniczką, członkiem spółdzielni produkcyjnej w Linowie. Wstąpiła do Zjednoczonego Stronnictwa Ludowego, w którym pełniła funkcję zastępcy członka Naczelnego Komitetu. W 1961 uzyskała mandat posłanki na Sejm PRL z okręgu Grudziądz, zasiadała w Komisji Rolnictwa i Przemysłu Spożywczego. W 1972 roku została starostą centralnych dożynek w Bydgoszczy.
Wyszła za Bolesława Sułka (1911–1997), była matką Leszka, posła na Sejm RP IV kadencji.